# Liga de Futebol Nacional do Brasil
A Liga de Futebol Nacional do Brasil surgiu em 2015 com o nome de Liga de Futebol Paulista. Posteriormente para obter aceitação perante a CBF e consequentemente a FIFA, LFP (Liga de Futebol Paulista), alterou o seu estatuto e se transformou em Liga de Futebol Nacional. 

## História
O ano turbulento de 2015 nos bastidores do futebol mundial foi igualmente confuso no Brasil. Além das prisões e dos indiciamentos de dirigentes da FIFA e da CBF, começou no Brasil o surgimento de ligas independentes, sendo a principal delas a Primeira Liga do Brasil.
Assim surgiu a Liga de Futebol Paulista, atraindo 39 equipes, das quais 30 participaram da primeira Taça Paulista realizada pela entidade em Taça Paulista de 2016.
Em janeiro de 2016, a Liga de Futebol Paulista registrou a marca da Liga de Futebol Nacional (LFN), e no ano de 2017 transformou-se em uma liga nacional, em virtude de que o estatuto da CBF não permite ligas estaduais e regionais, apenas ligas nacionais.

## Primeiros Clubes Filiados (2016)[3]
Obs: A princípio,  estava previsto que 35 equipes participariam da Taça Paulista de 2016, mas com a desistência de 4 e depois mais 6 equipes, o certame foi disputado com 25 participantes. 
| - ADA (Araraquara) - Academia (São José do Rio Preto) - Águas de Lindoia (Águas de Lindoia) - Aliança Atlética (Carapicuíba) - American Vila Soccer (Diadema) - Andreense (Santo André) - ASC Arujá (Arujá) - Atlético Marília (Marília) - Bebedouro (Bebedouro) - Cafelandense (Cafelândia) - Caieiras (Caieiras) - Concórdia Poaense (Poá) | - Corinthians (Presidente Prudente) - Grêmio Ourinhos (Ourinhos) - Guariba (Guariba) - Head Soccer (Valinhos) - Independente (Itatiba) - Jaboticabal (Jaboticabal) - Jaguariúna (Jaguariúna) - Jalesense (Jales) - Leões do Recanto (Tietê) - Lins (Lins) - Nevense (Neves Paulista) - Ouroeste (Ouroeste) | - Paulistinha (São Carlos) - Peruíbe (Peruíbe) - Raça (Campinas) - Ranchariense (Rancharia) - Real Sociedade (Planalto) e (Poloni) - Sãocarlense (São Carlos) - SOREA (Auriflama) - Talentos 10 (Bauru) - União Suzano (Suzano) - Vai-Vai (São Paulo) - Vila Nova (Santa Cruz do Rio Pardo) |

## Clubes Filiados Atualmente[11]
| - Ranchariense - (Rancharia) - Atlético Marília - (Marília) - Aliança Atlética - (Carapicuíba) - American Vila Soccer (Diadema) - São Bento - (Marília) - Arena Futebol - (Poá) - Bebedouro - (Bebedouro) - Caieiras - (Caieiras) - Corinthians (Presidente Prudente) - Vai-Vai - (São Paulo) - GEMA - (Monte Aprazível) - Sãocarlense - (São Carlos) - Garça - (Garça) - Grêmio Ourinhos - (Ourinhos) - Head Soccer - (Valinhos) - Independente - (Mogi-Guaçu) | - Jaguariúna (Jaguariúna) - Jalesense - (Jales) - Leões do Recanto - (Tietê) - Lins - (Lins) - Matão - (Matão) - Montealtense - (Monte Alto) - Peruíbe - (Peruíbe) - Raça - (Campinas) - Talentos 10 - (Bauru) - União Suzano - (Suzano) - Rose'n Boys - (Franca) - Grêmio Bela Vista - (Rio Claro) - Andreense - (Santo André) | - Pernambuco - Sete de Setembro - (Garanhuns) - Afogadense - (Afogados da Ingazeira) - Ceará - América - (Fortaleza) - Maguary - (Fortaleza) - Aliança Atlética - (Fortaleza) - Minas Gerais - Jacutinga - (Jacutinga) - Paraná - Cambará - (Cambará) |